# Wysowa-Zdrój
Wysowa-Zdrój ( łem. Висова, do 2003 Wysowa) – wieś uzdrowiskowa w południowej Polsce, w województwie małopolskim, w powiecie gorlickim, w gminie Uście Gorlickie. Miejscowość znana jest z leczniczych wód mineralnych.
W latach 1975–1998 miejscowość położona była w województwie nowosądeckim. Do miejscowości należy również przysiółek Huta Wysowska.
Około 700 stałych mieszkańców. Miejscowość stanowi największą bazę turystyczną w zachodnich partiach Beskidu Niskiego. Osada została założona w 2. połowie XIV wieku na prawie magdeburskim.
W parku zdrojowym znajdują się ogólnodostępne ujęcia wód mineralnych (solanki) Aleksandra, Józef I oraz płatne i dostępne w nowej pijalni wód: Franciszek, Henryk, Józef II, Słone i Anna. Z miejscowej rozlewni pochodzi woda mineralna Wysowianka i wody lecznicze Franciszek, Henryk i Józef.
W okresie międzywojennym w miejscowości stacjonowała placówka Straży Granicznej I linii „Wysowa”. W latach 1922–1928 znajdował się Komisariat Straży Celnej.
We wrześniu 1939 roku pod koniec kampanii wrześniowej przez Wysową przebiegał ważny szlak kurierski z Polski do Francji przez Słowację i Węgry zorganizowany przez rodziny Zgórniaków z Szymbarku i Groblewskich z Bystrzycy Szymbarskiej. Jedna z tras przerzutowych przebiegała z Szymbarku przez Uście Gorlickie do Wysowej gdzie u Tadeusza Mruka właściciela restauracji znajdował się punkt przerzutowy. Pod koniec grudnia gestapo aresztowało Tadeusza Mruka i osadzono go w obozie koncentracyjnym Auschwitz-Birkenau, gdzie zginął.

## Środowisko

### Położenie geograficzne
Wysowa-Zdrój położona jest w południowo-zachodniej, najwyższej części Beskidu Niskiego. Według Kondrackiego jest to prowincja Karpaty Zachodnie, podprowincja Zewnętrzne Karpaty Zachodnie, makroregion Beskidy Środkowe, mezoregion Beskid Niski.
Leży w górnej części doliny Ropy, w niewielkiej kotlinie otoczonej zewsząd górami Beskidu Niskiego (tzw. Góry Hańczowskie). Od pd.-zach. ogranicza Wysową fragment głównego grzbietu karpackiego z górami Jawor (723 m n.p.m.) i Cigelka (805 m n.p.m.). Na pn.-zach. od miejscowości wznoszą się Bziany (740 m n.p.m.) i Zrub (744 m n.p.m.), na pn. – Gródek (ok. 702 m n.p.m.), od wsch. – Czarny Dział (Kozilce, 706 m n.p.m.) i Wysota (784 m n.p.m.).
Wysowa-Zdrój położona jest w strefie klimatów górskich. Południowa część wsi położona w strefie wododziałowej Karpat.
Powierzchnia wsi wynosi ok. 20 km², co stanowi ok. 7% gminy Uście Gorlickie.

### Położenie administracyjno-polityczne
Wysowa-Zdrój znajduje się w południowej Polsce, w województwie małopolskim. Należy do powiatu gorlickiego, będącego najdalej wysuniętym na południowy wschód powiatem województwa. Położona jest na południowym zachodzie powiatu, na południu gminy Uście Gorlickie, która jest jedną z największych, pod względem powierzchni, gmin w Polsce. Gmina Uście Gorlickie graniczy od zachodu z gminą Krynica-Zdrój położoną w powiecie nowosądeckim, od południa z powiatem Bardejów znajdującym się na Słowacji, od wschodu z gminą Sękowa oraz od północy z gminą Ropa i gminą Gorlice.
Wsie, otaczające Wysową-Zdrój, to od zachodu Izby i Ropki, od południa Blechnarka i słowackie Cigeľka, Vyšný Tvarožec i Stebnícka Huta, od wschodu Regietów i od północy Hańczowa. 10 km na północ znajduje się miejscowość gminna Uście Gorlickie.
Wieś znajduje się w historycznej Galicji; w Średniowieczu przebiegał przez nią ważny szlak kupiecki na Węgry.

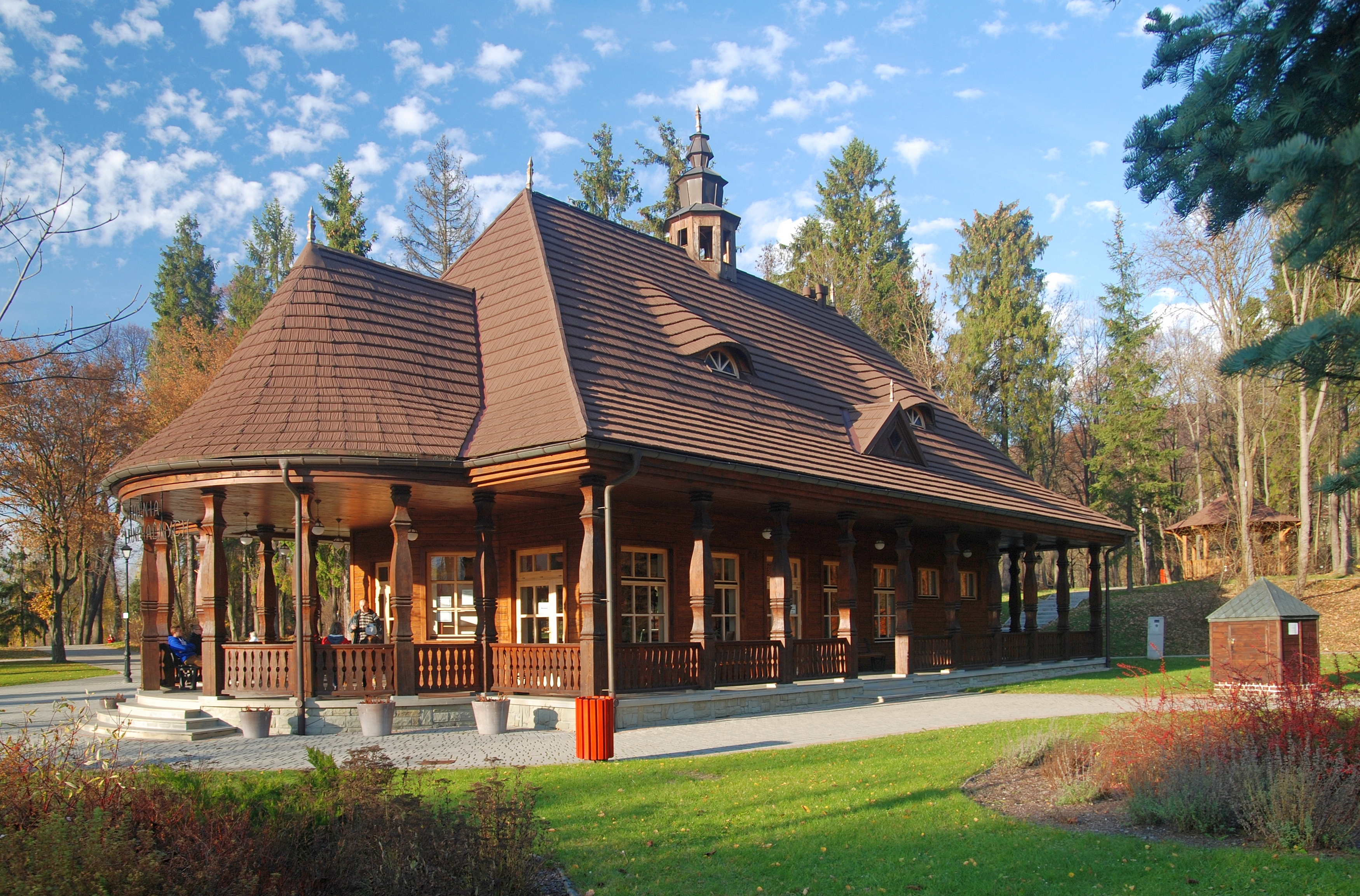
Pijalnia Wód Mineralnych
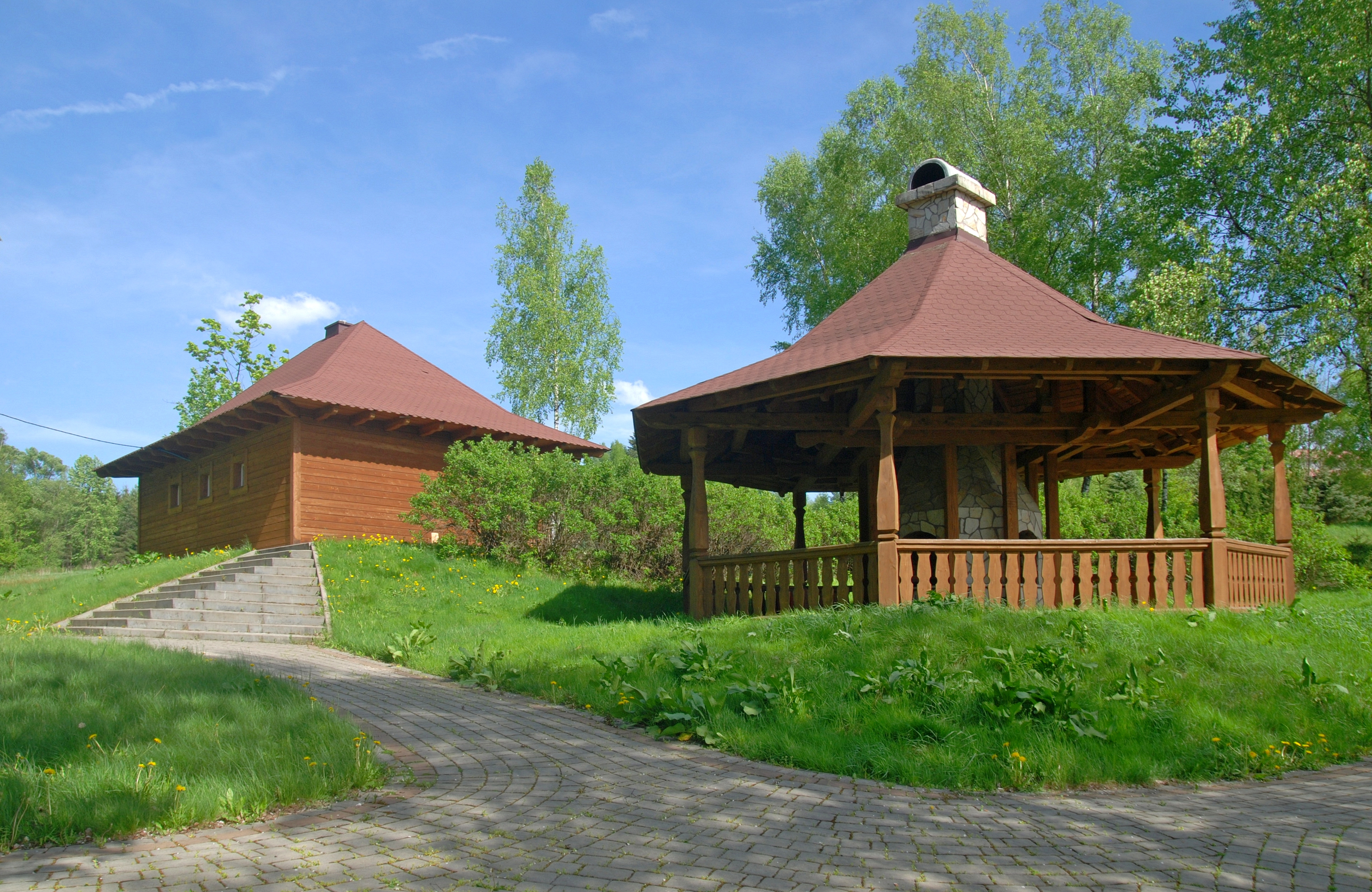
Park zdrojowy
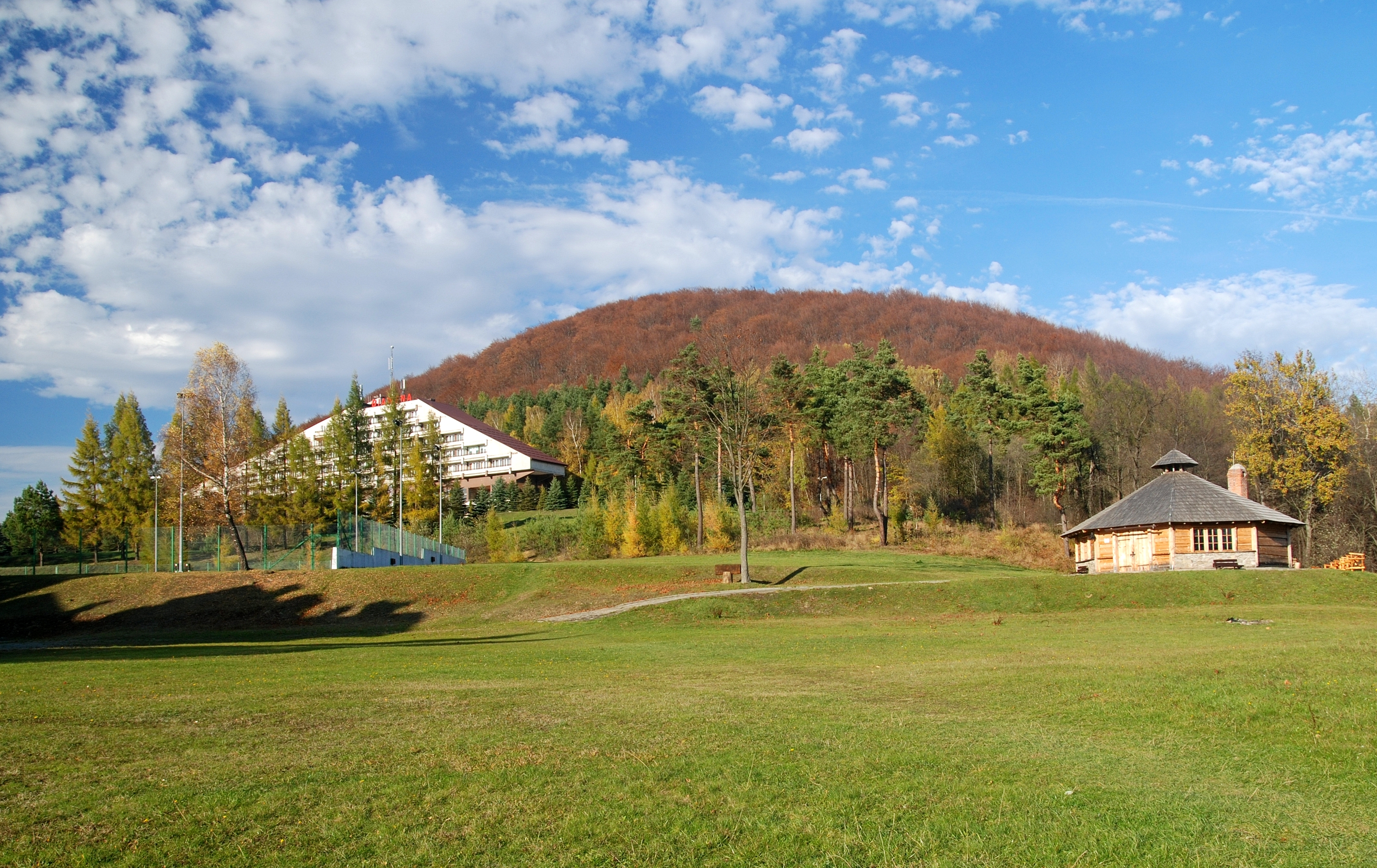
Widok na ośrodek uzdrowiskowy „Biawena”
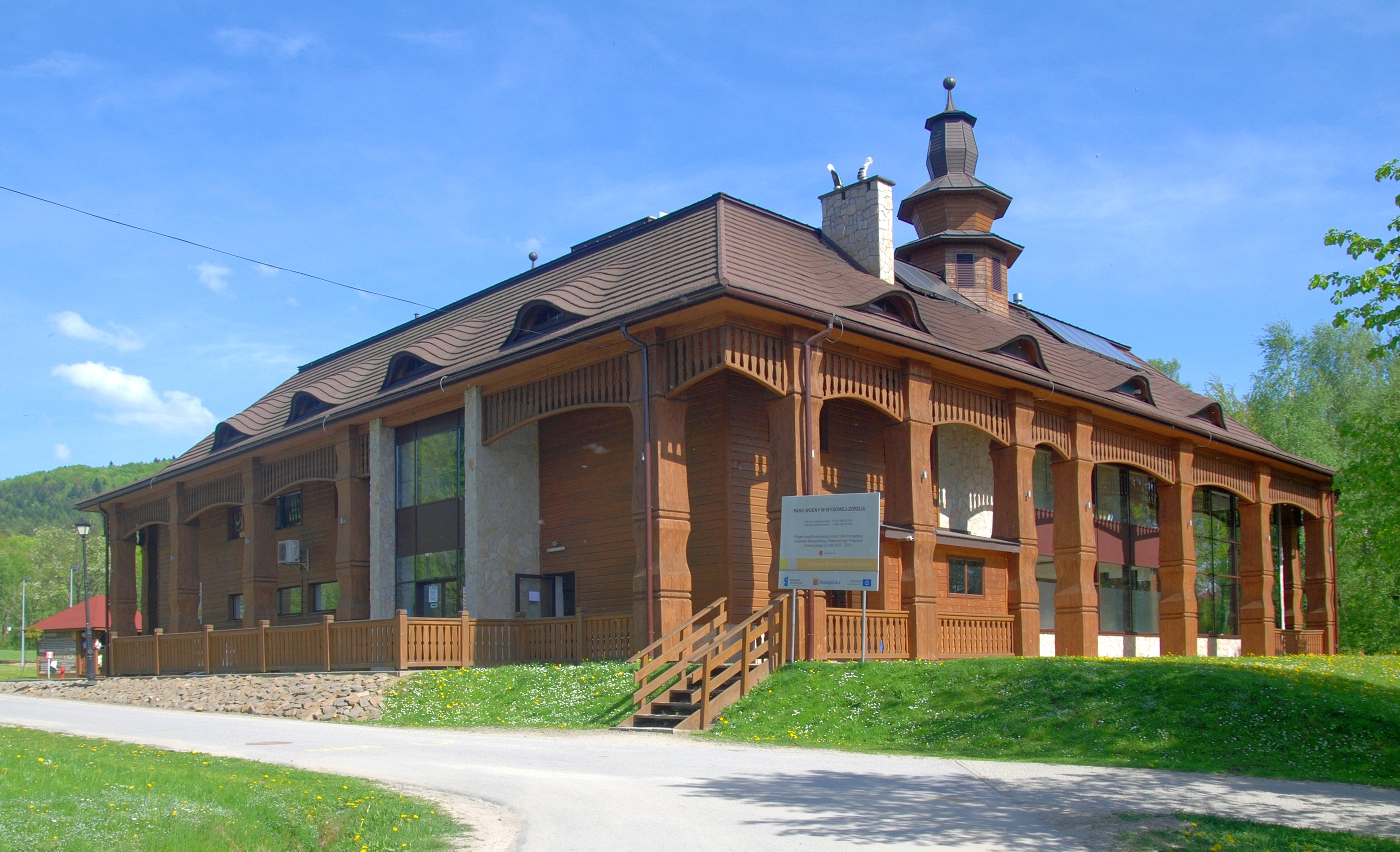
Park wodny

### Położenie komunikacyjne
Wysowa-Zdrój położona jest przy drodze powiatowej biegnącej do Uścia Gorlickiego, gdzie rozgałęzia się w kierunku drogi wojewódzkiej nr 977 w kierunku granicy ze Słowacją w Koniecznej oraz w kierunku drogi krajowej nr 28 prowadzącej do Gorlic lub Nowego Sącza – jest to jedyny ciąg komunikacji prowadzący do wsi.
Dostępność czasowa: dla autobusów z Gorlic wynosi 1h, z Nowego Sącza 1,5h, dla prywatnych busów z Gorlic – 45 minut. Obecnie istnieje połączenie autobusowe z Krakowem, stolicą województwa, oraz jedno połączenie dziennie z Rzeszowem (stolicą województwa podkarpackiego). Najbliższe lotnisko o znaczeniu międzynarodowym znajduje się w podkrakowskich Balicach, oddalonych o około 150 km od Wysowej-Zdroju. Najbliższa stacja kolejowa położona jest w odległym o 28 km Grybowie.
Najkrótsza droga na Słowację biegnie przez wieś Blechnarka, a następnie przełęcz Wysowską, którą można przejechać drogą gruntową do słowackich miejscowości Stebnícka Huta i Zborov (w okresie zimowym droga nieprzejezdna).
2 km na północ od Wysowej-Zdroju przebiega Główny Szlak Beskidzki.

### Położenie gospodarcze
Wysowa-Zdrój położona jest w zasięgu oddziaływania czterech ośrodków miejskich: położonych na północny wschód w odległości 37 km Gorlic, na północny zachód w odległości 28 km i 50 km odpowiednio Grybowa i Nowego Sącza oraz odległej o 20 km na zachód Krynicy-Zdroju.
Wysowa-Zdrój jest położona w karpackim pasie uzdrowisk w odległości 20 km od uzdrowiska w Krynicy-Zdroju oraz 25 km od uzdrowiska Bardejów-Zdrój, położonego na Słowacji. Przez teren wsi przebiega karpacki Szlak Architektury Drewnianej. Wysowa-Zdrój leży pomiędzy dwoma wsiami posiadającymi stadniny koni – Regietowem i Izbami. 12 km na północ znajduje się Jezioro Klimkowskie o ważnych funkcjach rekreacyjnych i gospodarczych. 2 km na północ od Wysowej-Zdroju we wsi Hańczowa znajduje się Zespół Szkół Rolniczych.

### Części wsi
| SIMC    | Nazwa         | Rodzaj     |
| ------- | ------------- | ---------- |
| 0468387 | Huta Wysowska | przysiółek |

### Geologia
Obszar znajduje się w obrębie jednostki geologicznej Karpat zwaną płaszczowiną magurską. Podłoże zbudowane jest ze skał osadowych tzw. fliszu karpackiego, powstałego w wyniku fałdowania warstw leżących na dnie Oceanu Tetydy na przełomie oligocenu i miocenu, jako nasunięcia płaszczowinowe. Utwory fliszowe składają się z naprzemianlegle położonych warstw piaskowców, zlepieńców, łupków ilastych i iłów. W okolicach Wysowej-Zdroju płaszczowina magurska posiada budowę łuskową i zbudowana jest z serii piaskowcowo-łupkowych. Grzbiety założone są na bardzo twardych piaskowcach magurskich, dolina Ropy natomiast wycięta jest w mało odpornych seriach piaskowcowo-łupkowych.
W tej części Karpat występuje budowa inwersyjna: grzbiet Chełmu – Suchej Homoli – Polany – Koziego Żebra położony w kierunku północno-wschodnim od Wysowej-Zdroju cechuje się synklinalnym ułożeniem warstw skalnych, natomiast dolina Ropy, jak i cała Wysowa-Zdrój, położona jest w antyklinie. Położone po stronie południowo-wschodniej wzniesienia Jaworu, Lackowej i Ostrego Wierchu odznaczają się monoklinalnym ułożeniem warstw skalnych.
Utwory doliny Ropy są słabo przepuszczalne.

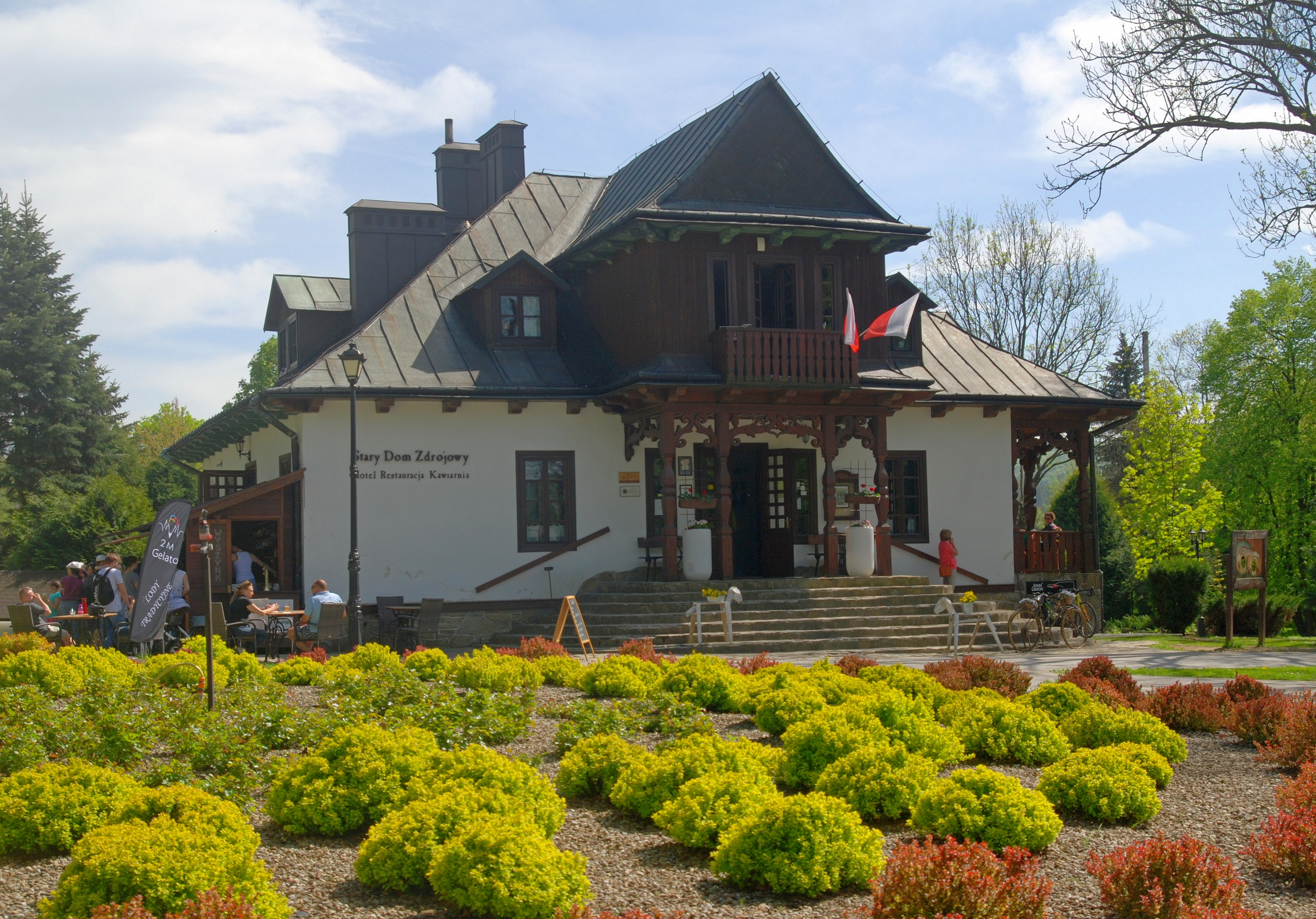
Stary dom zdrojowy
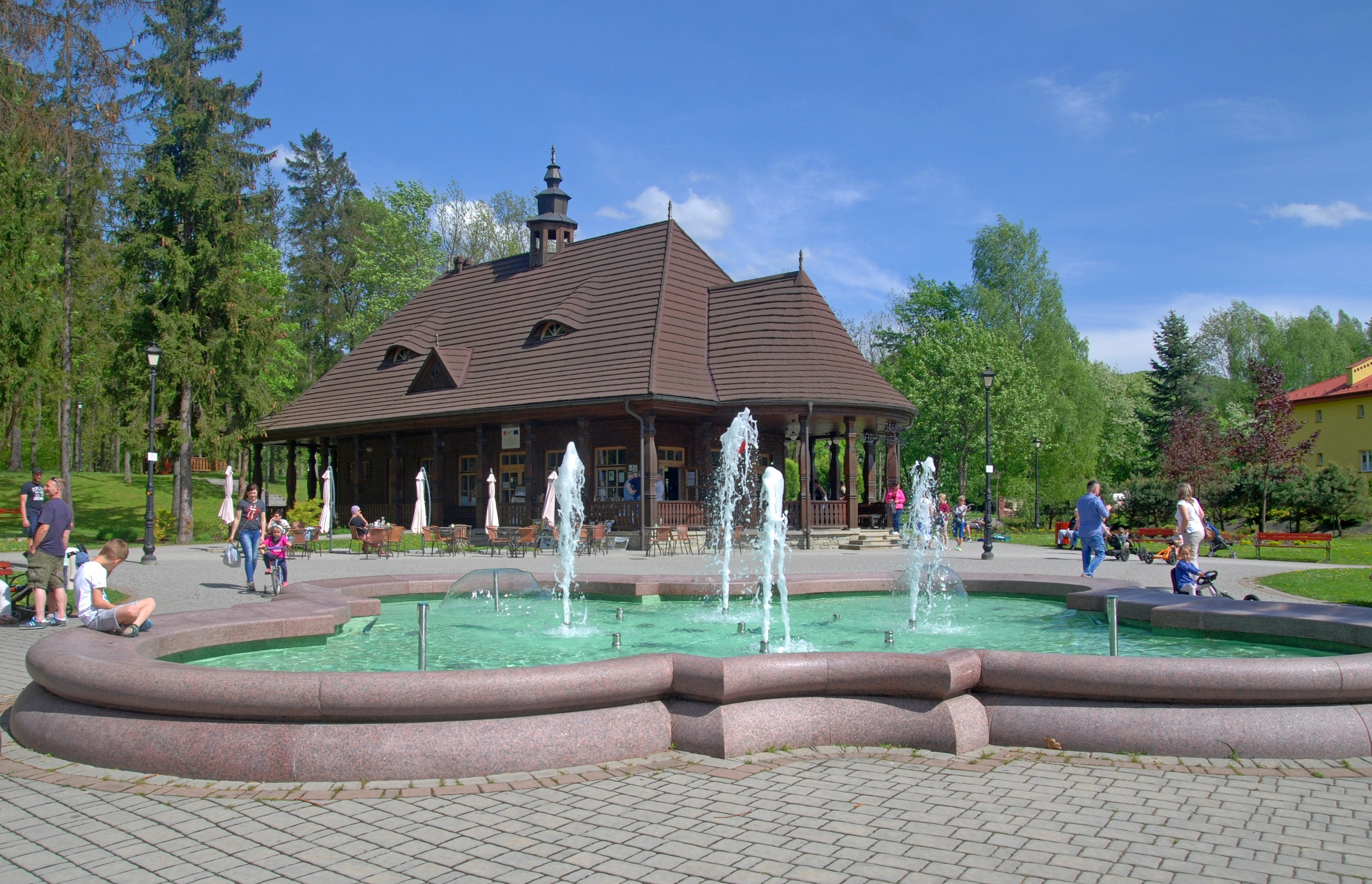
Fontanna
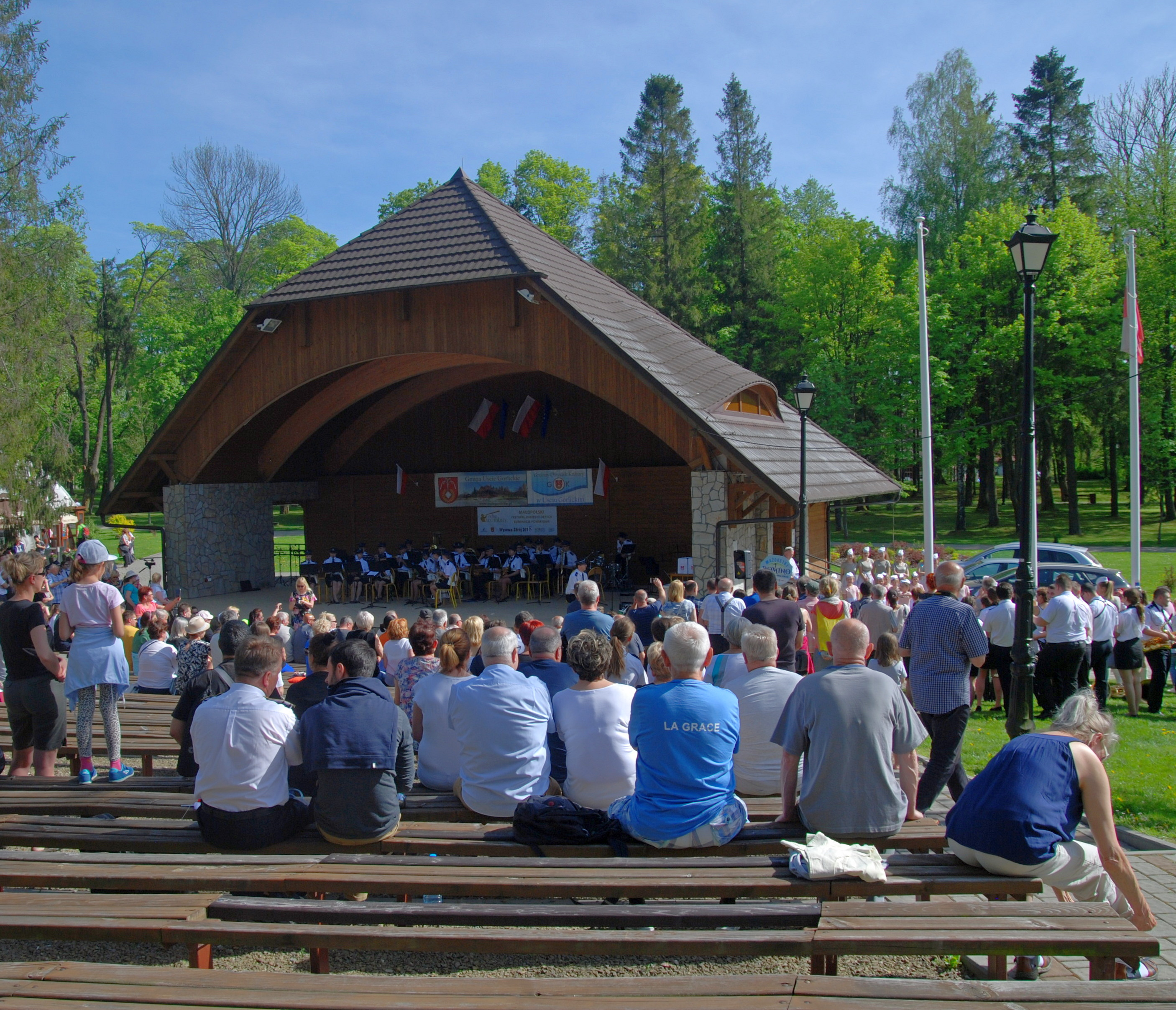
Muszla

### Rzeźba terenu
Wysowa-Zdrój położona jest w prowincji Karpaty Zachodnie, podprowincji Zewnętrzne Karpaty Zachodnie, w makroregionie Beskidy Środkowe według Kondrackiego, w innych opracowaniach zwanego Beskidem Niskim. Miejscowość znajduje się w dolinie Ropy (wypływającej ze zbocza Jaworzynki – 869 m n.p.m.) na wysokości 500–550 m n.p.m. Występują tu niewysokie kopulaste grzbiety górskie ułożone równoległe do siebie oraz niskie, łatwo dostępne przełęcze.
Wzniesienia otaczające wieś grupują się w dwa podstawowe pasma Hańczowskich Gór Rusztowych: od północnego wschodu pasmo Polany – Koziego Żebra (847 m n.p.m.) – Jaworzynki (869 m) – Wysoty (788 m) oraz od południowego zachodu pasmo Biała Skała (903 m n.p.m.) – Ostry Wierch (938 m) – Jawor (720 m), oraz położonej bardziej na zachód Lackowej (997 m n.p.m.), będącej najwyższym szczytem polskiej części Beskidu Niskiego. Od południa pasma dolina kończy się wzniesieniami głównego pasma wododziałowego polskich Karpat – nad wsią Blechnarka szczyt Staviska (714 m) przełęcz Wysowska (610 m n.p.m.), a na zachód od niej w wododziale wznoszą się Płaziny (852 m), Czereszla (722 m), Jawor (720 m) i Cigielka (807 m). Około 6 km na południe od Wysowej-Zdroju znajduje się najwyższy szczyt Beskidu Niskiego – Busov (1001 m n.p.m.). Wysokości względne maksymalne wartości osiągają w kręgu Lackowej i Ostrego Wierchu, dochodząc do 400 m.
Z uwagi na dużą odporność skał budujących wzniesienia okolicy Wysowej-Zdroju, nie występują tu, w przeciwieństwie do innych części Beskidu Niskiego, osobliwe formy skalne czy jaskinie. Jedynie na stokach Ostrego Wierchu wyróżnić można jaskinię Zbójecka Piwnica, która jednak obecnie jest coraz bardziej zasypywana. Z doliną Ropy w Wysowej-Zdroju łączy się jeszcze kilkanaście małych dolinek potoków, płynących ze wzniesień, wśród których najbardziej znaną jest Dolina Łopacińskiego, znajdująca się we wschodniej części wsi.
Osobliwością są progi wodne na potoku Szumniak w górnej części doliny Łopacińskiego.

### Klimat
Wysowa-Zdrój znajduje się w regionie klimatów górskich (Starkel 1989), w piętrze umiarkowanie chłodnym (Niedźwiedź, Otrębska – Starklowa 1991). Obszar jest zaliczany do karpackiej dzielnicy klimatycznej.
Średnia temperatura lipca wynosi 16,2 stopnia Celsjusza, a stycznia – 4,3 stopnia, roczna 5,8 stopnia. Długość zalegania pokrywy śnieżnej jest tu największa w całym Beskidzie Niskim, dochodząc do 120 dni, a w skrajnych przypadkach nawet do 145 dni. Bardzo dużą wartością odznaczają się opady roczne dochodzące do ponad 1000 mm w samej Wysowej-Zdroju i ponad 1100 mm na wzniesieniach. Największe opady występują latem (czerwiec, lipiec), a najniższe zimą i jesienią (styczeń i październik).
Dobra przewietrzalność terenu spowodowana jej znaczną szerokością i kierunkowi południowo-wschodniemu, jak w całym Beskidzie Niskim występuje bioklimat łagodnie bodźcowy z uwagi na położenie w górach. Okres wegetacyjny w Wysowej-Zdroju trwa średnio 185–195 dni. Występują górskie ciepłe wiatry południowe, lecz nie zaznaczają się one tak bardzo jak we wschodniej części Beskidu Niskiego.

### Wody
Wody powierzchniowe
Na terenie Wysowej-Zdroju ma swoje źródła największa rzeka tej części Beskidu Niskiego – Ropa, która osiąga długość 78,9 km. Na terenie wsi do Ropy wpływa wiele małych potoków, z czego największe to Medwidek, Szumniak i Ripka, wypływające ze wzniesień Wysoty i Jaworu.
Z uwagi na ukształtowanie terenu spadki są znaczne (do zbiornika Klimkówka 20%), a spływająca woda posiada dużą energię. Wezbrania są w okresie wiosennych roztopów, letnich opadów, grudniowych deszczów, niżówki występują najczęściej we wrześniu.
W obrębie Wysowej-Zdroju Ropa oraz zasilające ją potoki prowadzą wodę I klasy, teren wsi to obszar źródliskowy ograniczony od południa wododziałem oddzielającym dorzecze Wisły od dorzecza Dunaju. Znikoma retencja powierzchniowa na stokach górskich, w wyniku zlodzenia Ropy trwa w Wysowej-Zdroju ponad 150 dni.

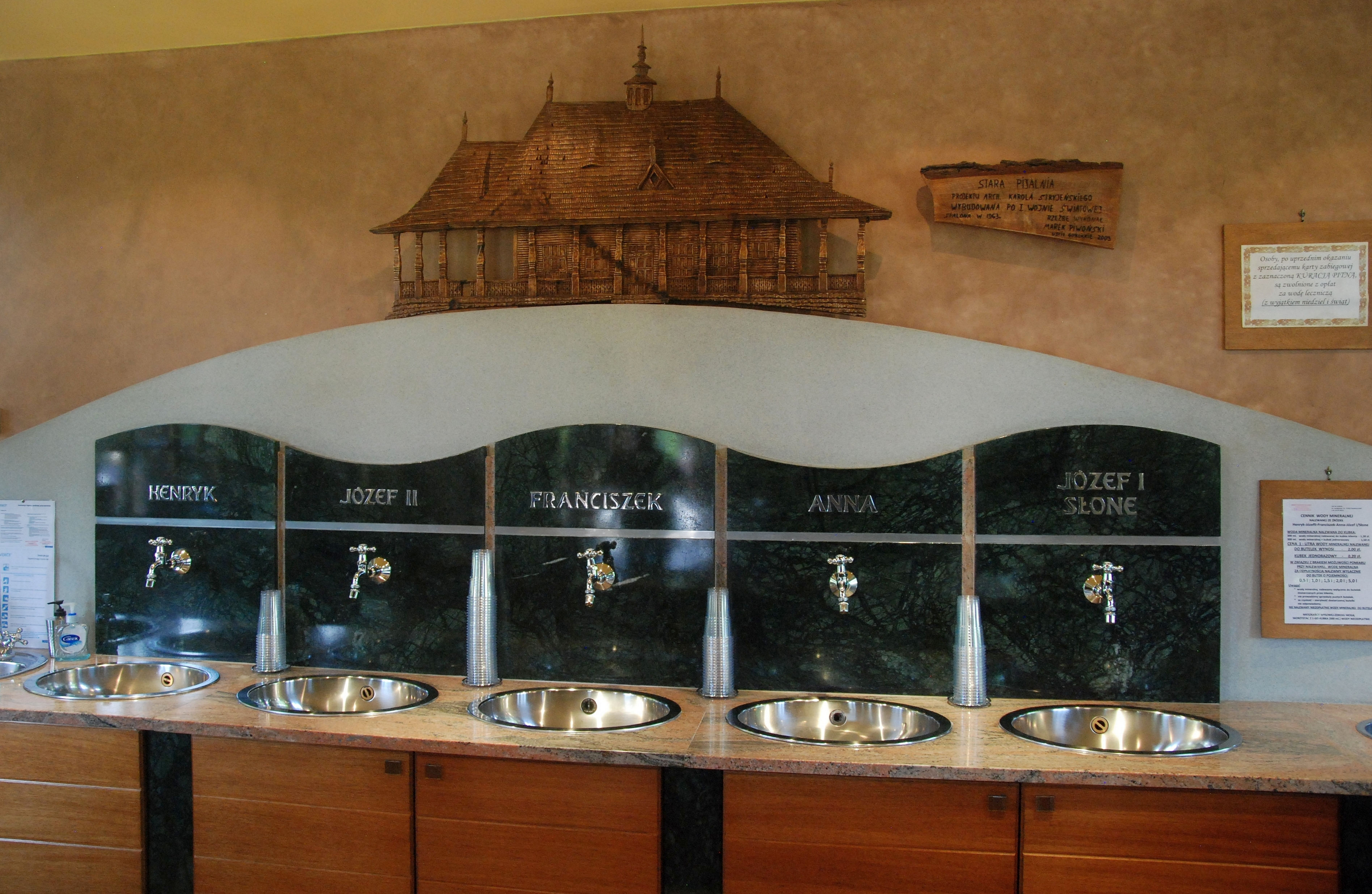
Wnętrze pijalni wód mineralnych
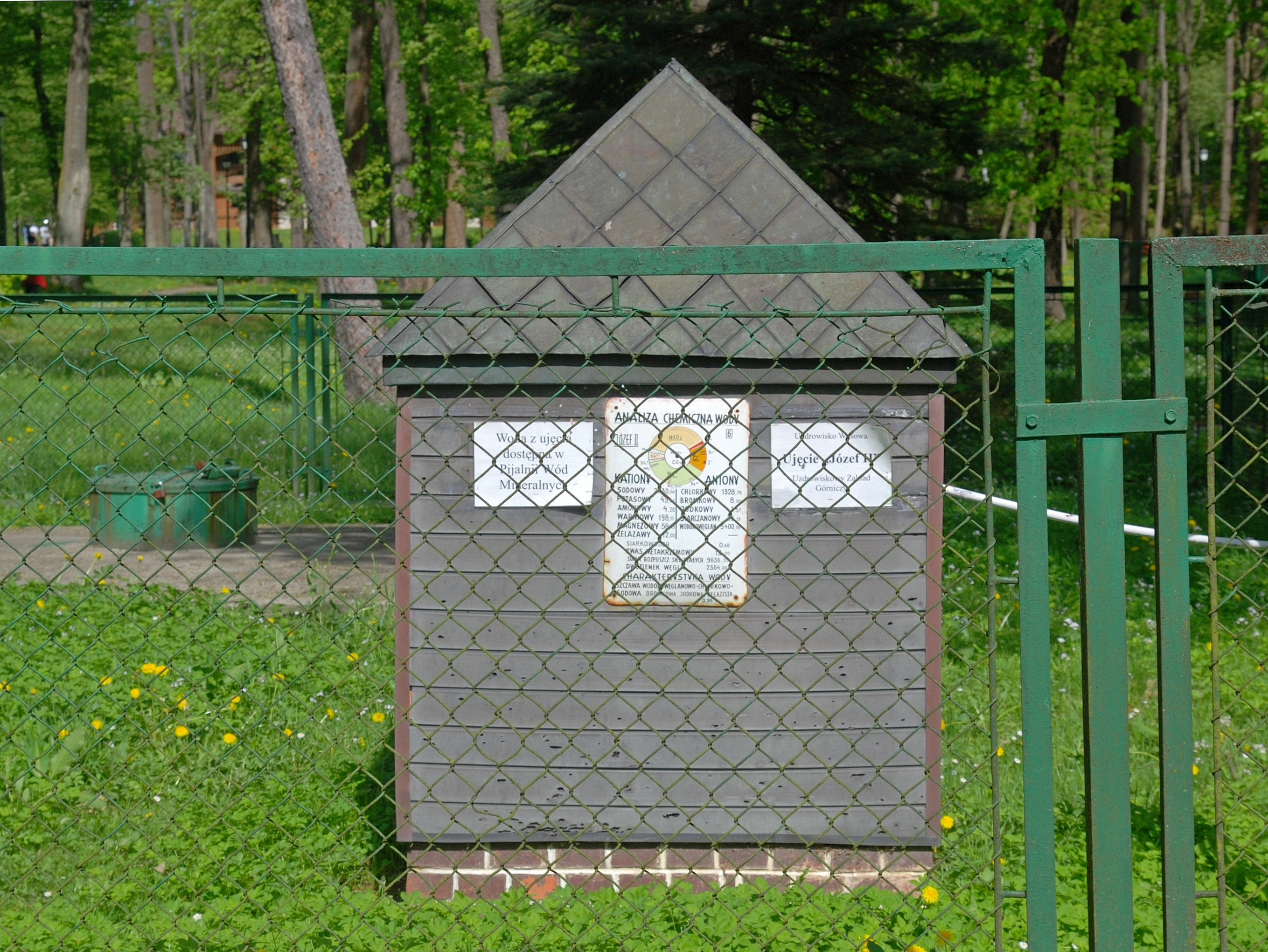
Park zdrojowy, ujęcie wody mineralnej
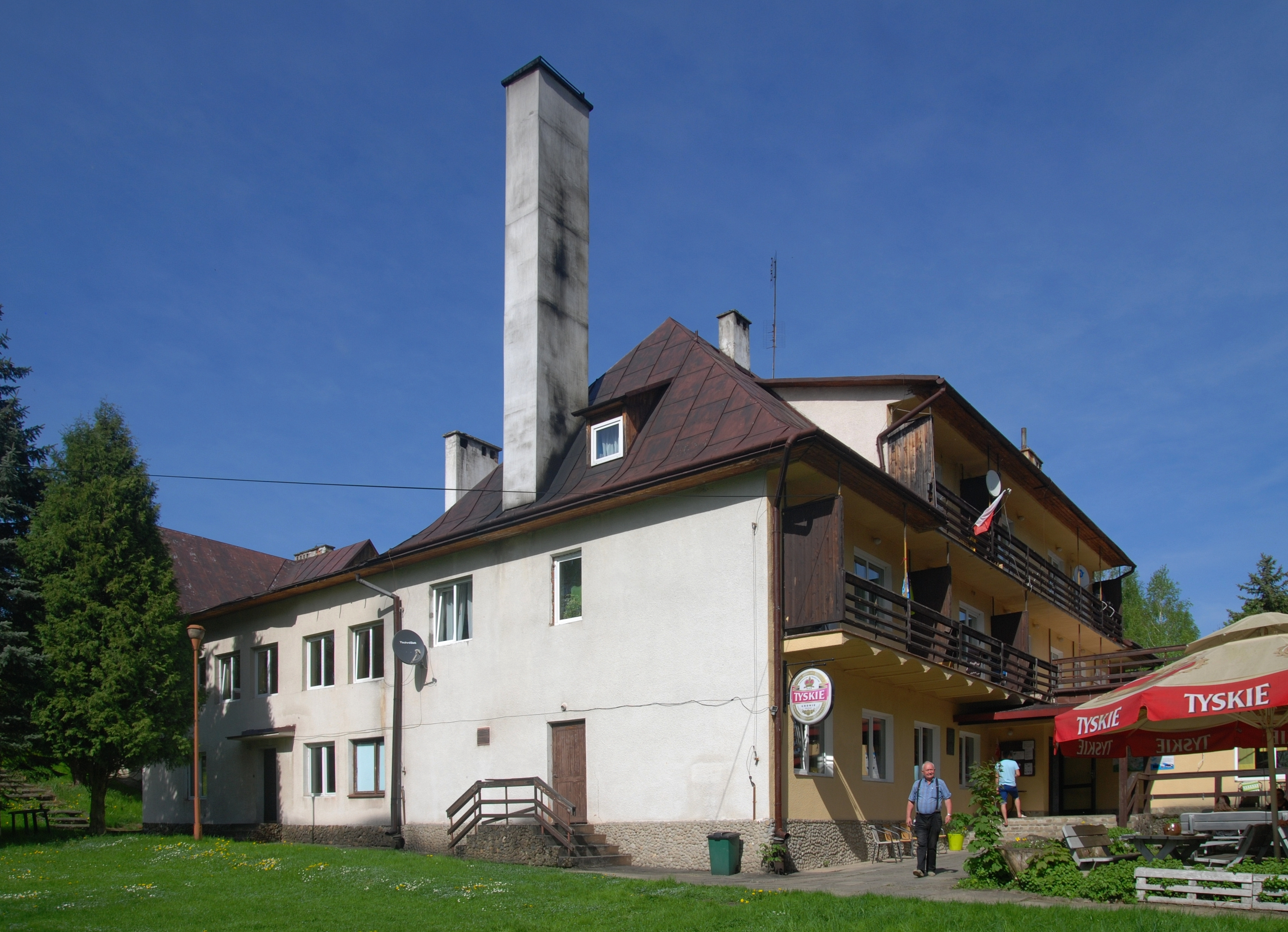
Ośrodek wypoczynkowy „4 pory roku”
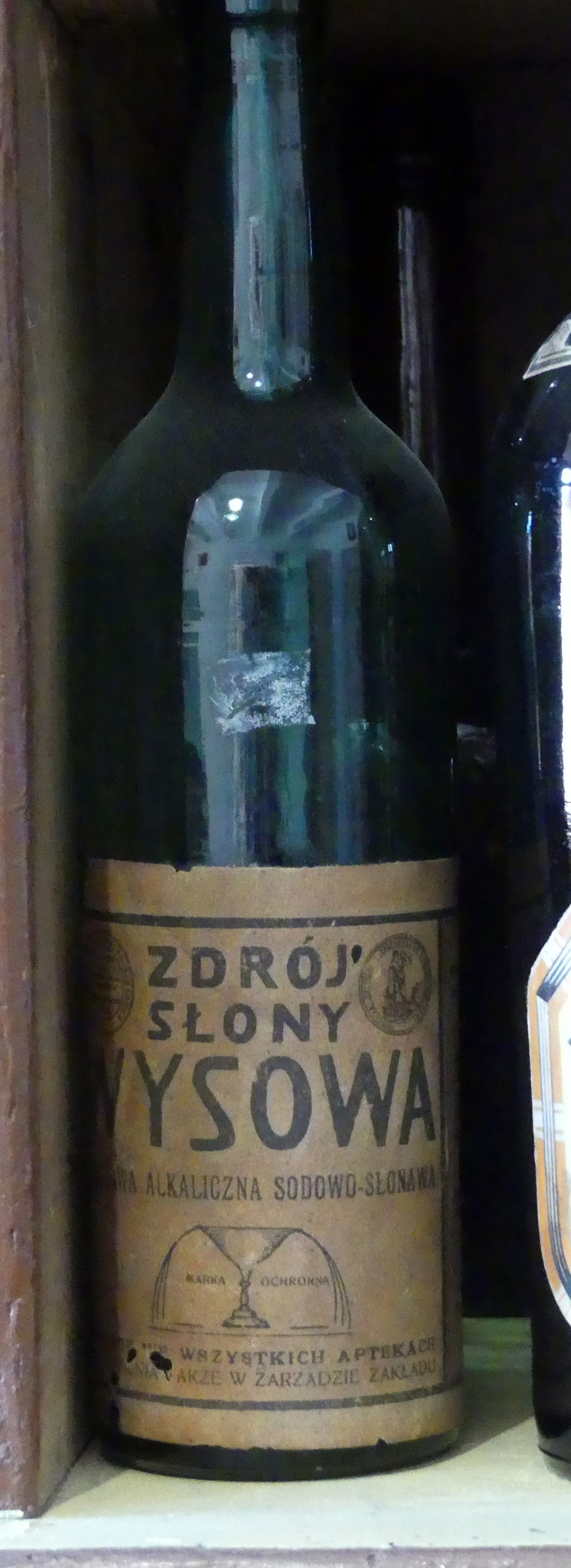
Woda mineralna „Słony” przed 1939

Wody podziemne i mineralne
Wody występujące w rejonie Wysowej-Zdroju zaliczane są do drugiej strefy hydrochemicznej karpackich prowincji wód mineralnych. Wydajność ujęć wynosi od 0,06 m³/h do 9,0 m³/h, a głębokość waha się od 6 do 100 m.
Wody mineralne należą do szczaw alkalicznych nasyconych wolnym dwutlenkiem węgla (szczawy wodorowęglanowo-chlorkowo-sodowe), o dużej różnorodności pierwiastków śladowych. Eksploatowanych jest 11 źródeł o mineralizacji ogólnej od 600 mg/dm³ do 25 000 mg/dm³.
Źródła mineralne: Anna, Aleksandra, Bronisław, Franciszek, Henryk, Józef I, Józef II, Słone oraz W-12, W-15, W-16, W-19, W-20

### Gleby
Gleby w dolinnej części Wysowej-Zdroju to głównie brunatne właściwe wyługowane i oglejone. Na wzniesieniach występują gleby brunatne kwaśne oraz rankery. W ogromnej większości są to gleby IV I V klasy bonitacyjnej. Gleby słabo przepuszczalne.

### Szata roślinna i świat zwierzęcy
Głównym zbiorowiskiem roślinnym w Wysowej-Zdroju są lasy – buczyna karpacka, dominacja buków, jaworów, jodły i świerku. Wysowa-Zdrój należy do regionu bogatego w gatunki flory, liczba gatunków roślin na 100 km² przekracza 600.
Wzniesienia są silne zalesione, natomiast ich podnóża odznaczają się wysokim stopniem wylesienia. Skład gatunkowy jest zbliżony do naturalnego i obejmuje wszystkie występujące w Polsce gatunki lasotwórcze. Lasy są mało rozdrobnione – tworzą duże, zwarte kompleksy. Cały obszar znajduje się w obrębie Nadleśnictwa Łosie.
Niezwykłe bogactwo fauny – ponad 30 gatunków ssaków, ponad 100 ptaków; bogactwo ryb – m.in. pstrągi.

### Stan i zanieczyszczenia środowiska przyrodniczego
Wysowa-Zdrój odznacza się brakiem większych zanieczyszczeń z powodu znacznego oddalenia od ośrodków przemysłu i położeniu górskim, peryferyjnym. Położenie z dala od dużych miast i przemysłu warunkują również niewielką imisję zanieczyszczeń. Do czynników negatywnie wpływających na środowisko należą jedynie zrzuty ścieków komunalnych do Ropy przez miejscową ludność oraz możliwe zanieczyszczenia powietrza powodowane przez spaliny samochodowe emitowane przez pojazdy przyjeżdżające do wsi. Rejon I klasy czystości wód – słabe zanieczyszczenia wód podziemnych z uwagi na trudno przepuszczalny grunt.
Użytkowanie ziemi grunty orne – 6,9%, sady 0,01%, łąki 13,7%, pastwiska 7,6%, lasy i grunty leśne 62%, nieużytki 9,9%.
Środowisko przyrodnicze Wysowej-Zdroju wyróżnia bardzo niewielkie przekształcenie przez człowieka i wysoki stopień naturalności.

## Uzdrowisko

### Historia
Lecznicze właściwości wód wysowskich znane były od dawna. Już w 1775 r. ówczesny właściciel Wysowej, Maciej Lanckoroński, zażywał w tych wodach kąpieli, czemu miał przypisywać swoje dobre zdrowie i czerstwy wygląd. W 1790 r. wód tych używała kolejna właścicielka Wysowej, Urszula z Morsztynów Dębieńska, która w tym celu wybudowała tu sobie pierwszą „łazienkę”. Zalążkiem publicznego uzdrowiska stał się budynek wzniesiony w 1812 r. przez wójta Wysowej, Ignacego Czechowicza. W 1824 r. zakład rozbudowano z inicjatywy Leona Kłosińskiego.
Po dłuższym okresie zastoju w 1880 r. tereny podupadającego już zdrojowiska nabył Abraham Feiber, który ponownie zaczął je zagospodarowywać. W 1890 r. Wysowa była znów znanym uzdrowiskiem: posiadała nowe łazienki oraz dwa pensjonaty dla gości. Rocznie przybywało tu ok. 2 tys. kuracjuszy. W reklamie zdroju pomógł znacznie pomysł butelkowania wód z wysowskich źródeł. W 1887 r. napełniano rocznie około 16 tys. butelek i taka wielkość produkcji utrzymywała się do końca XIX wieku.
Największą sławę uzdrowisko zyskało krótko przed pierwszą wojną światową. Jego wody porównywano do tych ze źródeł słynnego włoskiego Merano. Butelkowano wody ze źródeł „Józef”, „Olga”, „Rudolf”, „Bronisław” oraz z najbardziej znanego – zdroju „Słony”. „Rozbiory” (tj. analizy składu chemicznego) wód ze zdrojów „Rudolf” i „Słony” wykonali wówczas profesor Bronisław Radziszewski ze Lwowa i znawca wysowskich źródeł, doktor chemii Karol Trochanowski z Krakowa. Znany lekarz, Antoni Gluziński, przyrównywał później te źródła do zagranicznych wód z Ems, Kissingen i Ober-Salzbrunn. Wysoką jakość wysowskich wód doceniono także na wystawach – uhonorowano je medalami w 1882 r. w Przemyślu oraz w 1900 r. w Krakowie.
Podczas I wojny światowej zakład zdrojowy uległ kompletnemu zniszczeniu. Odbudowany w latach międzywojennych funkcjonował jednak jako małe, prowincjonalne uzdrowisko, niewiele większe od sąsiedniej słowackiej Cigeľki. Frekwencja nie przekraczała 700 kuracjuszy rocznie. W tym czasie (w latach 1921–1922) istniało na terenie Wysowej 9 źródeł wód mineralnych: „Bronisława”, „Józef”, Rudolf”, „Słony”, „Mira”, „Wanda”, „Olga”, „Karol” i „Bezimienny”.
Właścicielem Zakładu Zdrojowo-kąpielowego Wysowa w latach międzywojennych była spółka akcyjna „Wysowa” z Krakowa. Wybudowała ona rozlewnię – pijalnię, w której butelkowano wodę stołową „Wysowianka” ze zdroju „Józef”, a także wody lecznicze ze zdrojów „Wacław” i „Słony”. Tę ostatnią polecano do picia przy nieżytach krtani, tchawicy, oskrzeli, przy dusznicy oskrzelowej, gruźlicy i rozedmie płuc, przy nieżytach żołądka i jelit oraz chorobach nerek. Przez cały okres międzywojenny wody te były w sprzedaży w specjalistycznych sklepach oraz w aptekach w całej Polsce.
II wojna światowa przyniosła upadek zarówno zdrojowi, jak i całej wsi. Już jednak w 1949 r. Spółdzielnia „Żwirowiec” z Biecza uruchomiła tu butelkowanie wody mineralnej „Wysowianka”. Do jej produkcji wykorzystywano wodę mineralną z ujęć „Józef” i „Józef II”. W 1958 r. uzdrowisko zostało przejęte przez Prezydium Powiatowej Rady Narodowej w Gorlicach. Z dniem 1 lipca 1959 r. utworzono tu Państwowy Zakład Uzdrowiskowy „Wysowa”.

### Współczesność
Na terenie miejscowości znajdują się sanatoria, hotele i ośrodki oferujące noclegi w domkach kempingowych.
Jednoosobowa spółka skarbu państwa „Uzdrowisko Wysowa” SA prowadzi szpital uzdrowiskowy zatrudniający lekarzy chorób wewnętrznych, w tym specjalistów – asystentów delegowanych z Kliniki Nefrologii Śląskiej Akademii Medycznej – w szpitalu tym znajduje się Uzdrowiskowy Ośrodek Dializy Pozaustrojowej.
W sanatoriach znajdują się zakłady przyrodolecznicze. Leczy się schorzenia: przewodu pokarmowego, górnych dróg oddechowych, niedokrwistości, choroby nerek, a w szczególności kamicy nerkowej.

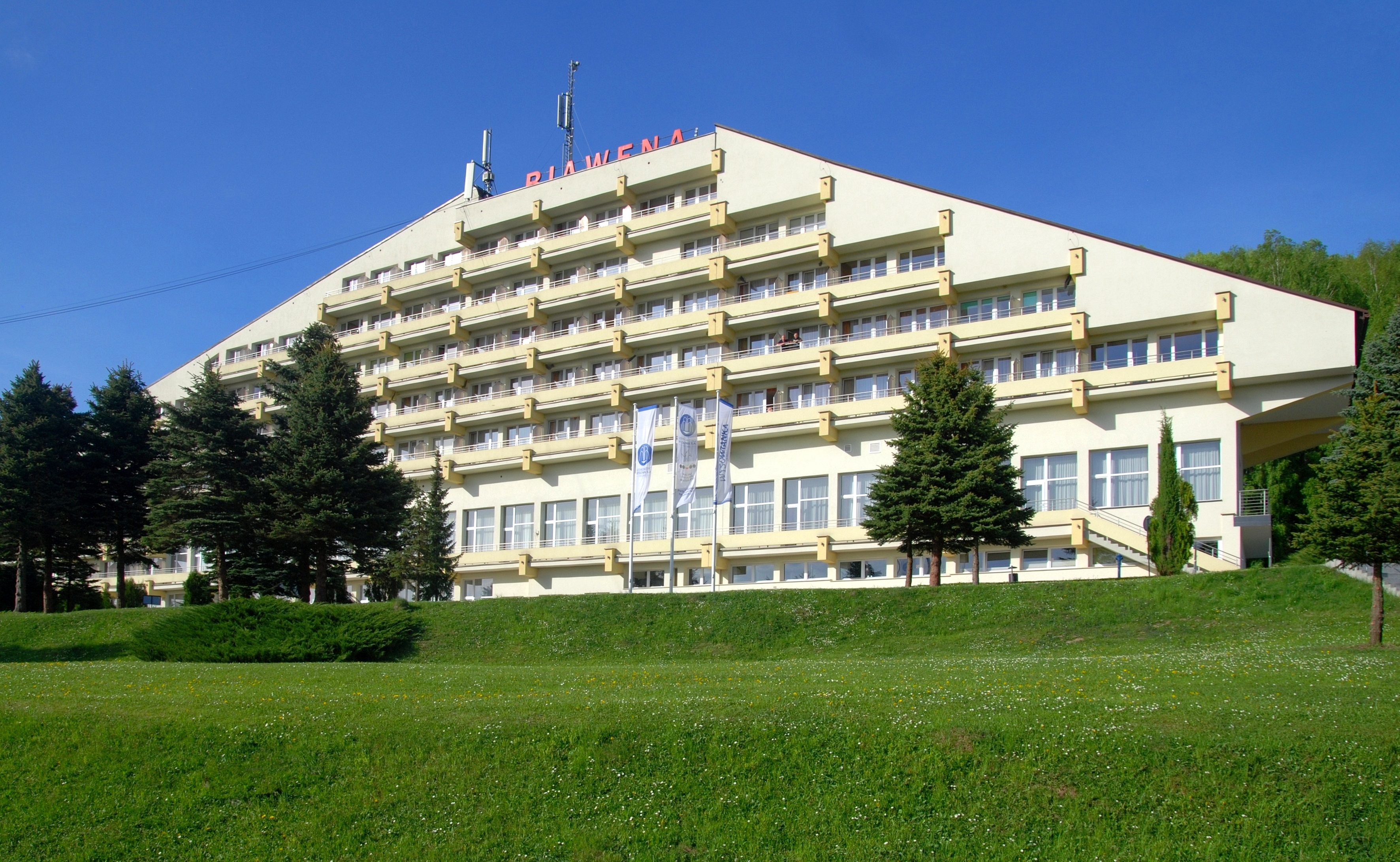
Ośrodek uzdrowiskowy „Biawena”
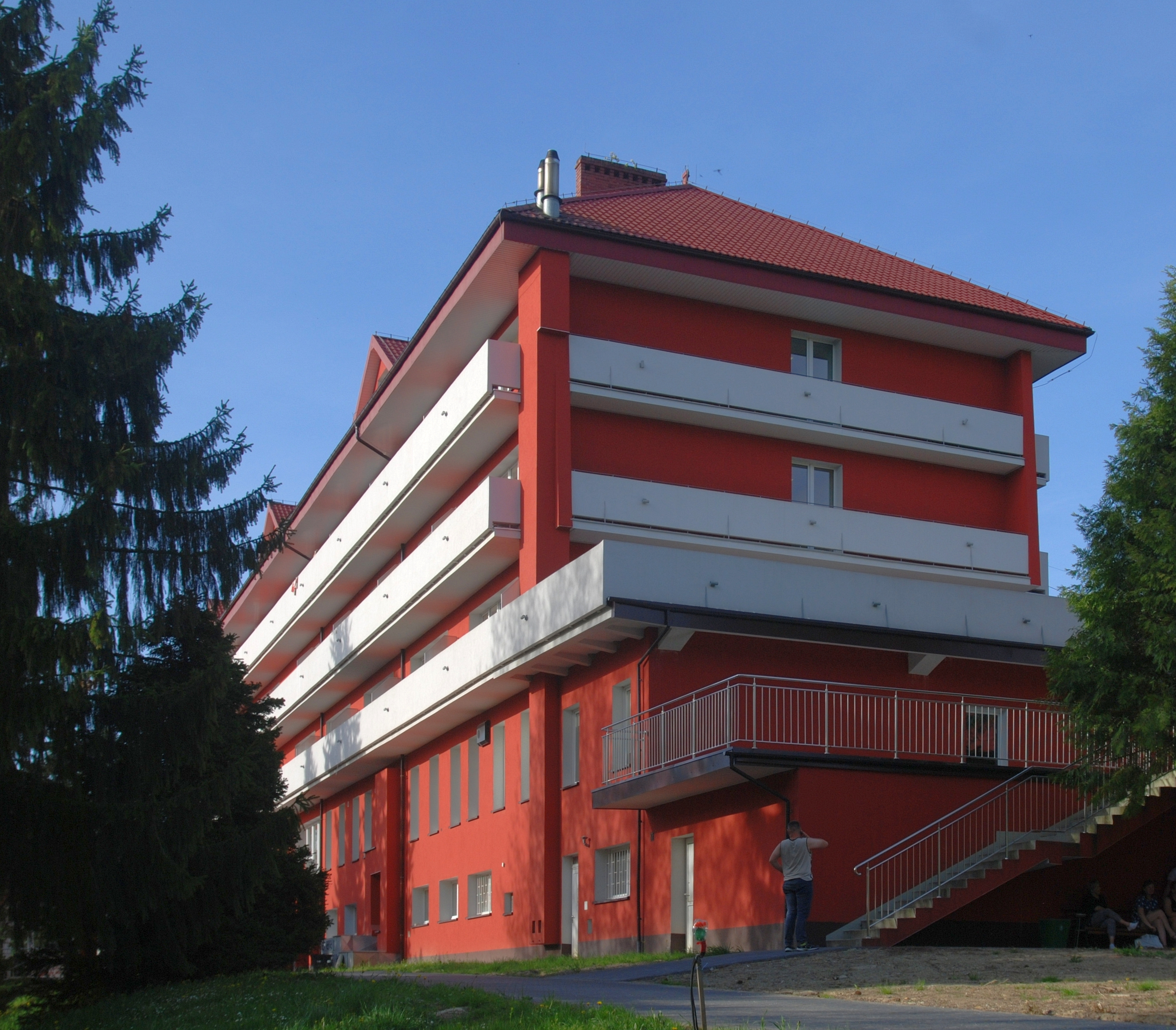
Ośrodek uzdrowiskowy „Beskid”
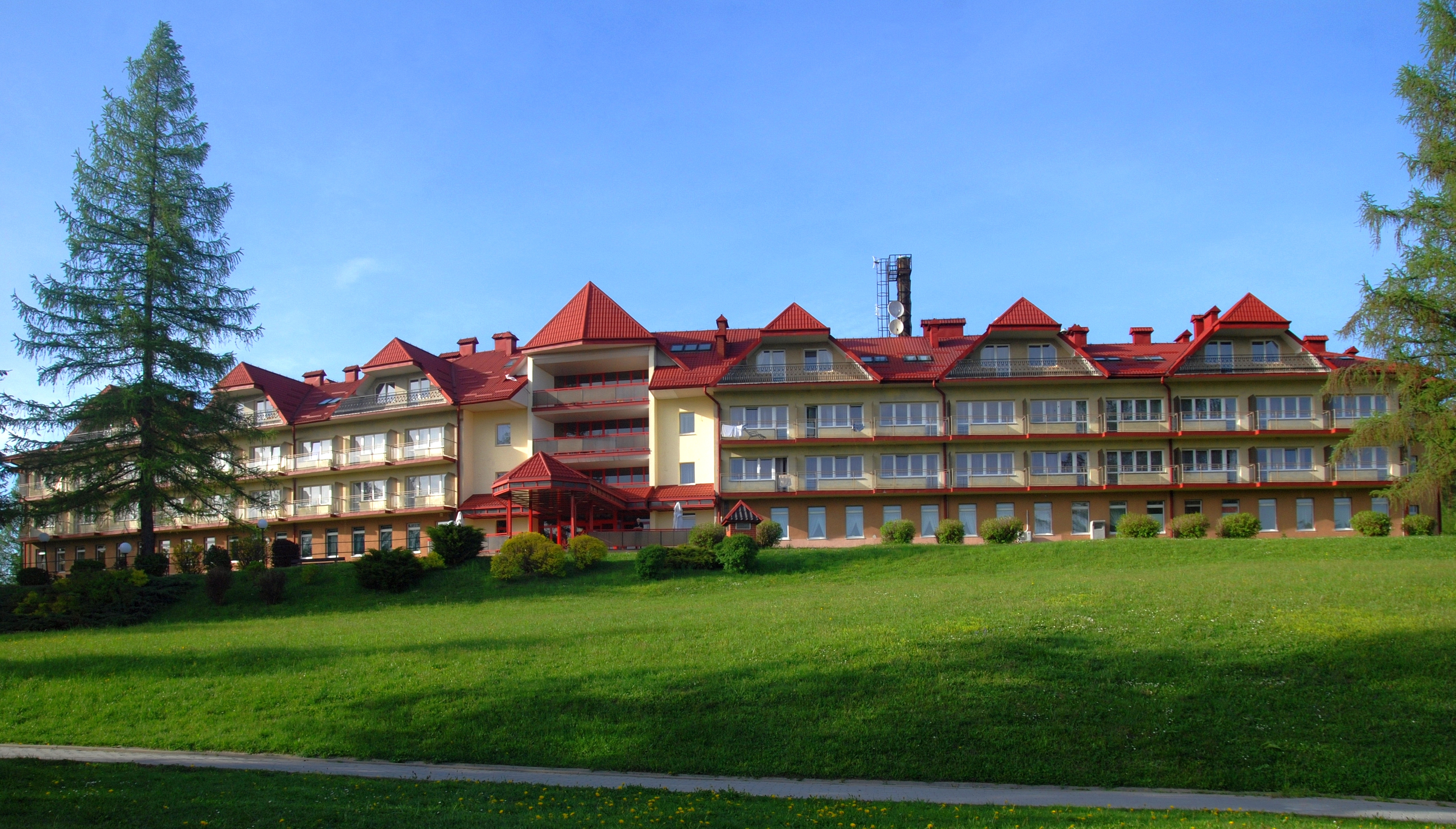
Uzdrowisko „Wysowa nad Parkiem”

Do „Uzdrowiska Wysowa” należy również rozlewnia wód mineralnych. Firma jest laureatem nagród i wyróżnień:
- Złoty medal XIX Targów Zdrowego Życia i Żywności „Ecolife” 2003 za zestaw wód leczniczych „Henryk”, „Józef” i „Franciszek”
- Statuetka „Polska Żywność Atestowana” przyznana przez Polskie Towarzystwo Zdrowego Życia i Żywności z siedzibą w Tarnowie
- „Żywność Atestowana” przyznana przez Polskie Towarzystwo Zdrowego Życia i Żywności z siedzibą w Tarnowie
- wyróżnienie za wodę mineralną Wysowianka 0,33 l na Międzynarodowych Targach Pomorza i Kujaw podczas V Międzynarodowych Targów Napojów, Win i Alkoholi „Poldrink”
- Nagroda główna „Statuetka Łuczniczki” za wodę mineralną Wysowianka 0,33 l podczas V Międzynarodowych Targów Rolno-Przemysłowo-Spożywczych POLTAROL'96
- Medal „Produkt Wysokiej Jakości” podczas V Krakowskiego Spotkania Producentów Napojów 1999
- Złoty Medal Międzynarodowych Targów Katowickich podczas XV Międzynarodowych Targów Spożywczych „Foodtarg” '02

## Demografia
Wysową-Zdrój zamieszkuje 701 osób (10,9% mieszkańców gminy – stan na 31.12.2005) – 365 kobiet (52,1%) i 336 mężczyzn (47,9%). Gęstość zaludnienia wynosi 33 osoby/km².
Struktura ludności według wieku dla gminy Uście Gorlickie: 0-18 – 29,8% 18-60(65) – 58,7%, powyżej 60(65) – 11,5%. Przyrost naturalny w 2005 roku wynosił 8,7 promila.
Współczynnik małżeństw wynosił 8,1 małżeństw/1000 ludności. Saldo migracji wewnętrznych jest ujemne, natomiast dodatnie jest saldo migracji zagranicznych. W Wysowej-Zdroju zamieszkuje okresowo głównie w czasie wakacji, spora, lecz bliżej nieokreślona liczba osób.

## Wspólnoty religijne
Największą grupę wśród mieszkańców wsi stanowią wierni Kościoła rzymskokatolickiego należący do Parafii Najświętszej Marii Panny Wniebowziętej. Drugie wyznanie pod względem liczby wiernych stanowi Polski Autokefaliczny Kościół Prawosławny (parafia św. Michała Archanioła). Na terenie Wysowej-Zdroju istnieje prawosławny męski monaster Opieki Matki Bożej. Działa tu ponadto parafia greckokatolicka św. Archanioła Michała oraz zbór Chrześcijańskiej Wspólnoty Zielonoświątkowej.

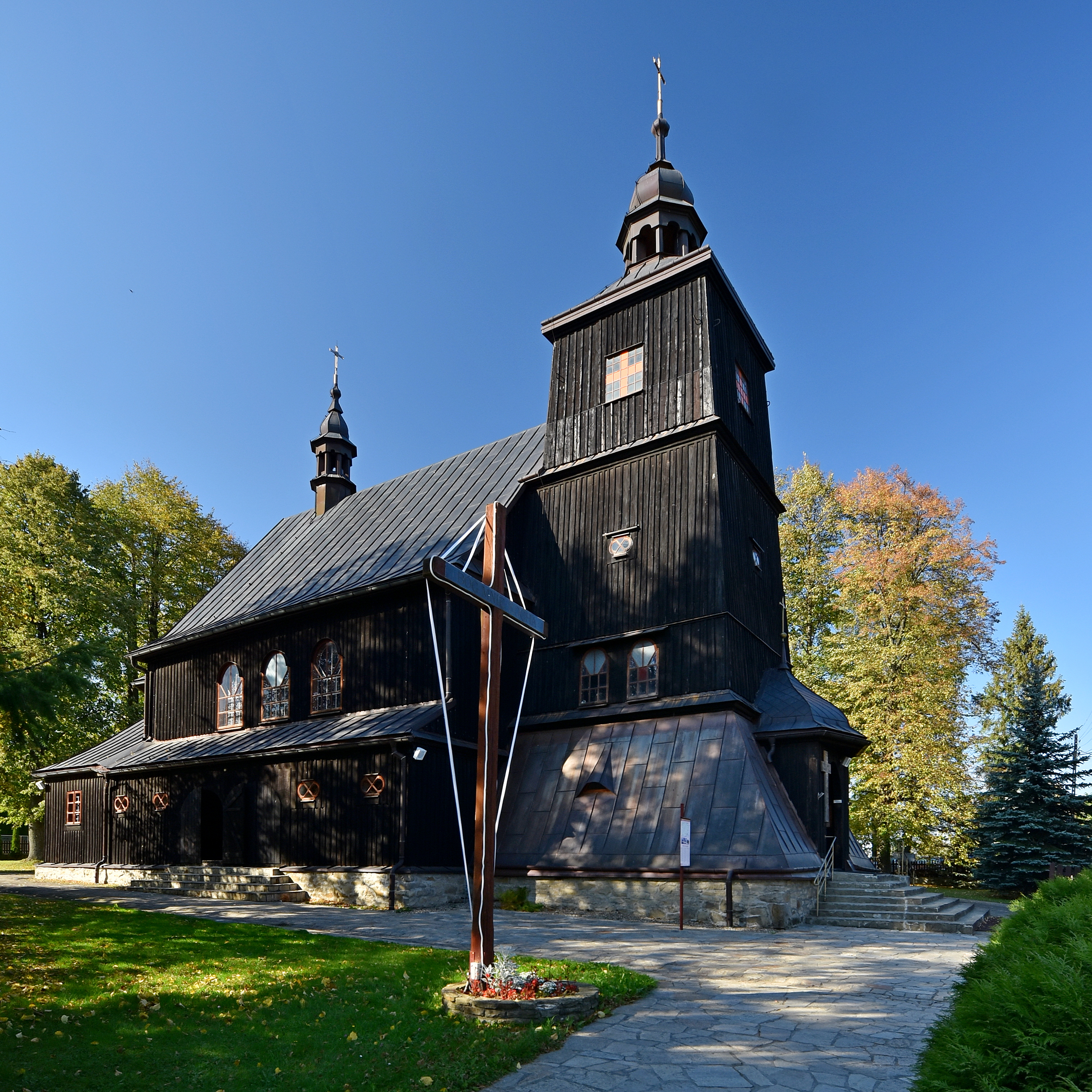
Kościół parafialny pw. NMP Wniebowziętej
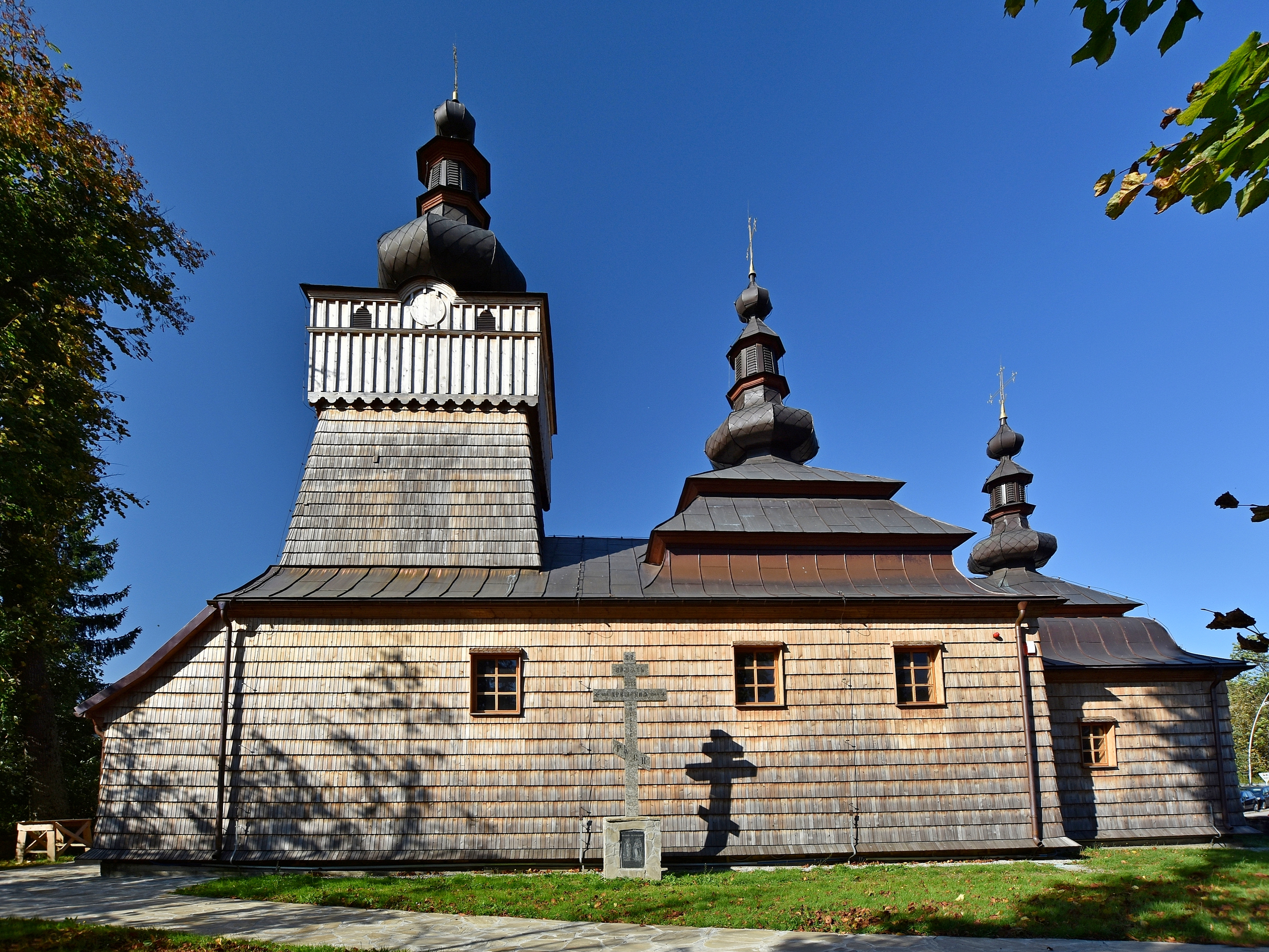
Cerkiew prawosławna pw. Michała Archanioła
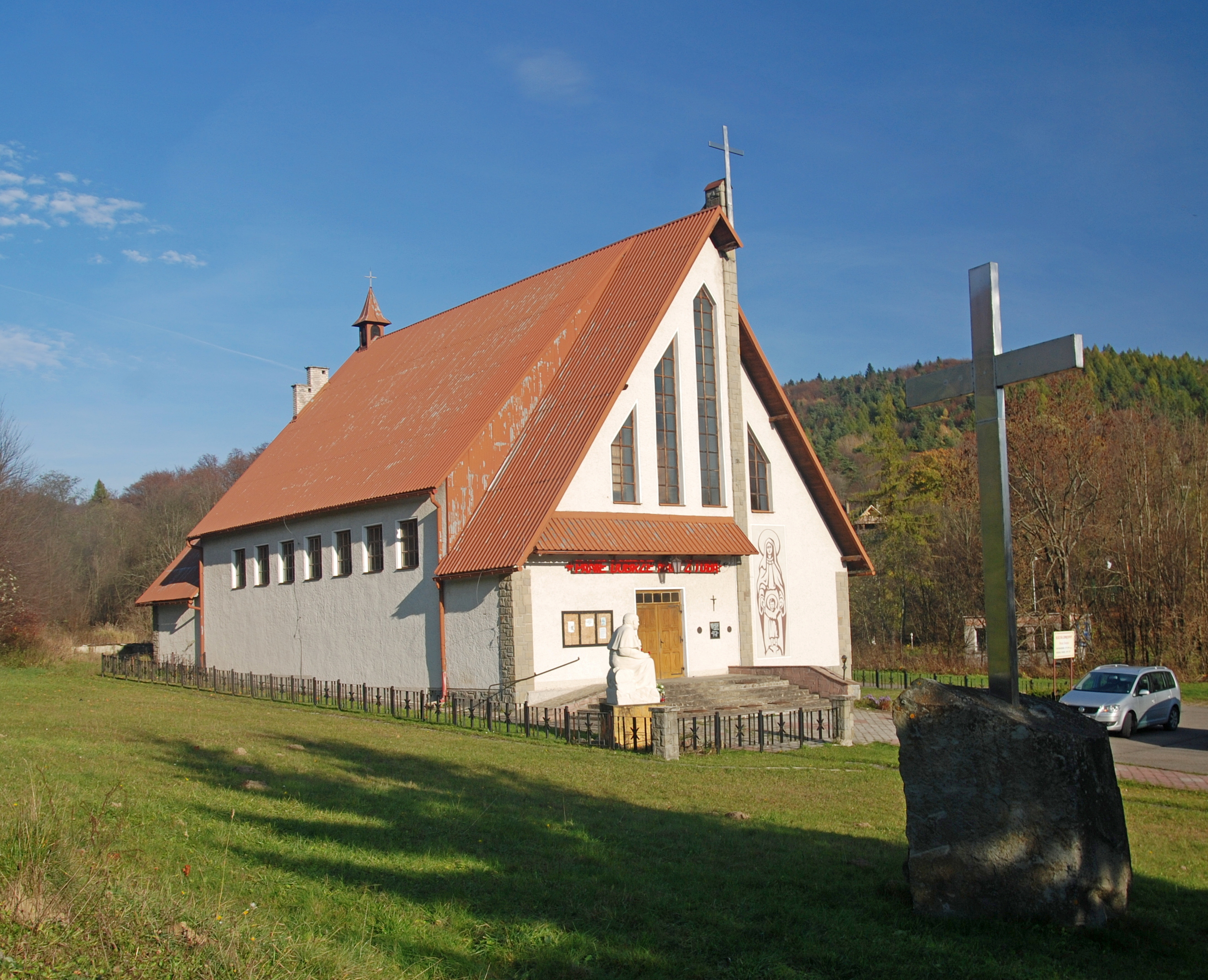
Kościół zdrojowy (katolicki)

## Zabytki
Obiekt wpisany do rejestru zabytków nieruchomych województwa małopolskiego.
- Kościół parafialny pw. NMP Wniebowziętej, wybudowany w latach 1935–1938 według projektu prof. Zdzisława Mączeńskiego.
- Cerkiew św. Michała Archanioła, prawosławna (dawniej greckokatolicka), drewniana, dwudzielna (dawniej trójdzielna) z 1779, typu zachodniołemkowskiego. Siedziba miejscowej parafii.
- Cmentarz wojenny nr 50 na górze Wysota, proj. Dušan Jurkovič, pochowani: 10 Austriaków i 50 Rosjan.

Inne
- Cerkiew greckokatolicka pw. Opieki Matki Bożej z 1929 (w latach 1969–2017 prawosławna) wzniesiona na górze Jawor w miejscu objawienia Matki Boskiej;
- stary Dom Zdrojowy z początku XX w., dziś hotel i kawiarnia.

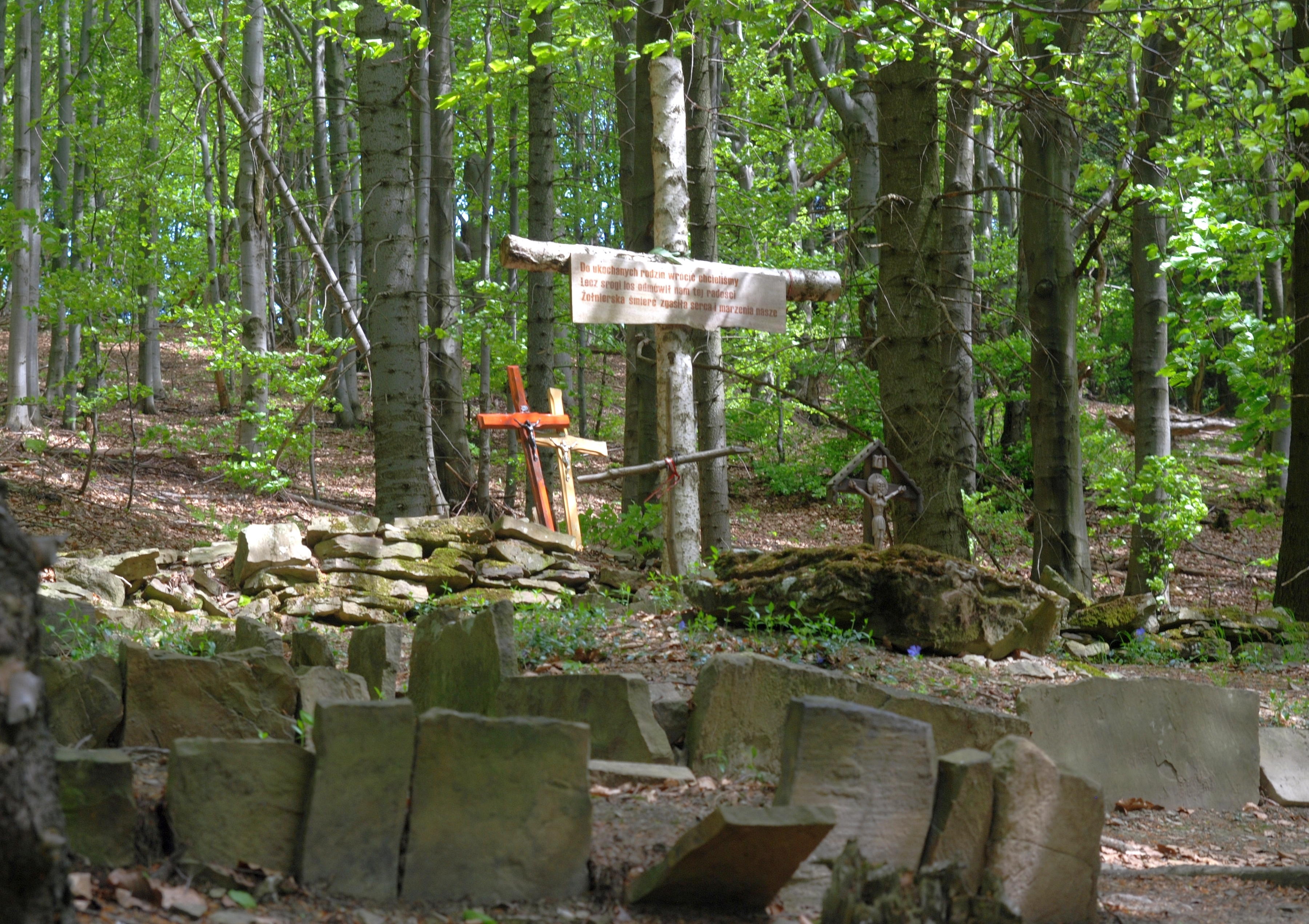
Cmentarz wojenny nr 50
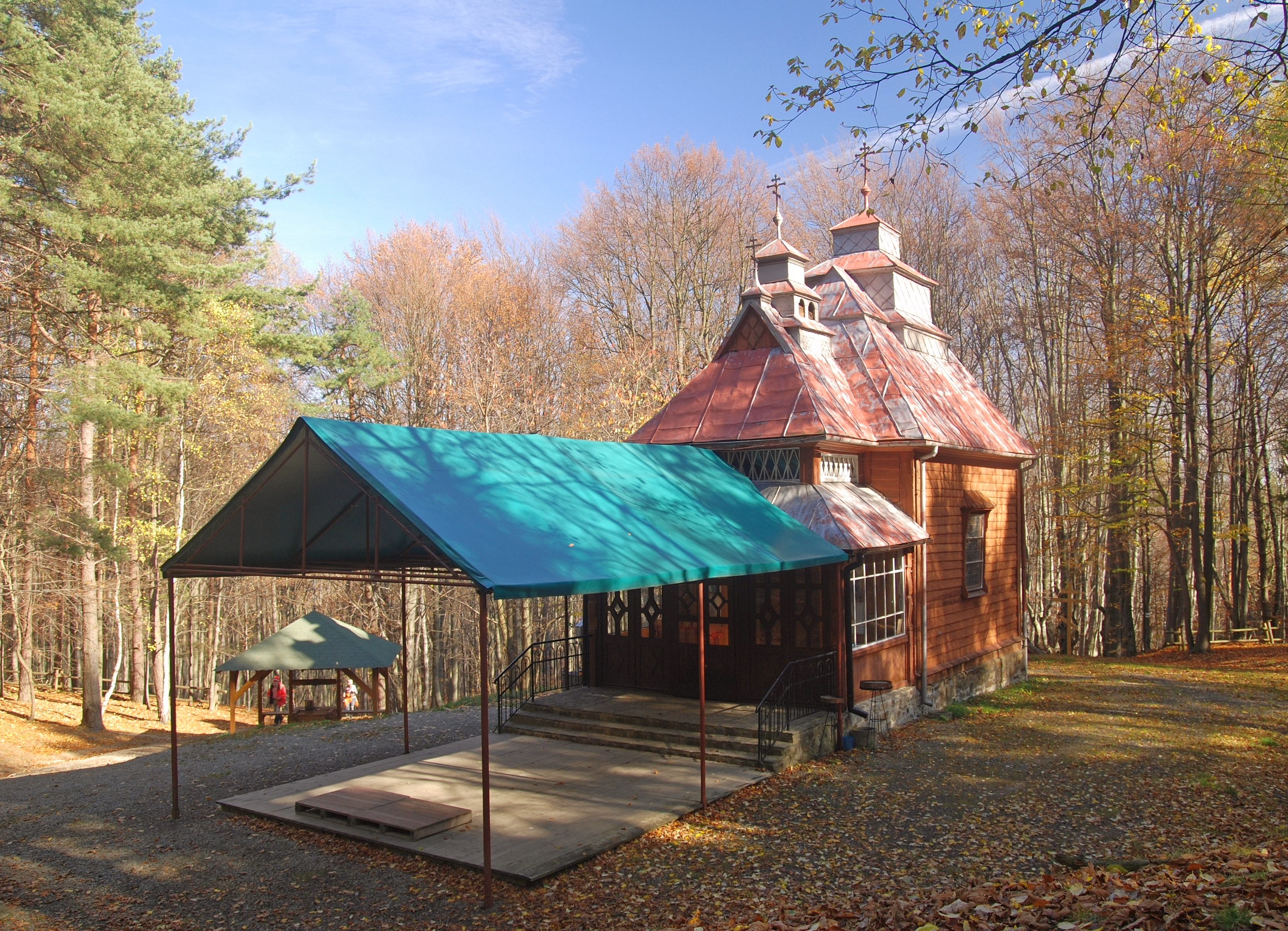
Cerkiew Opieki Matki Bożej na Świętej Górze Jawor
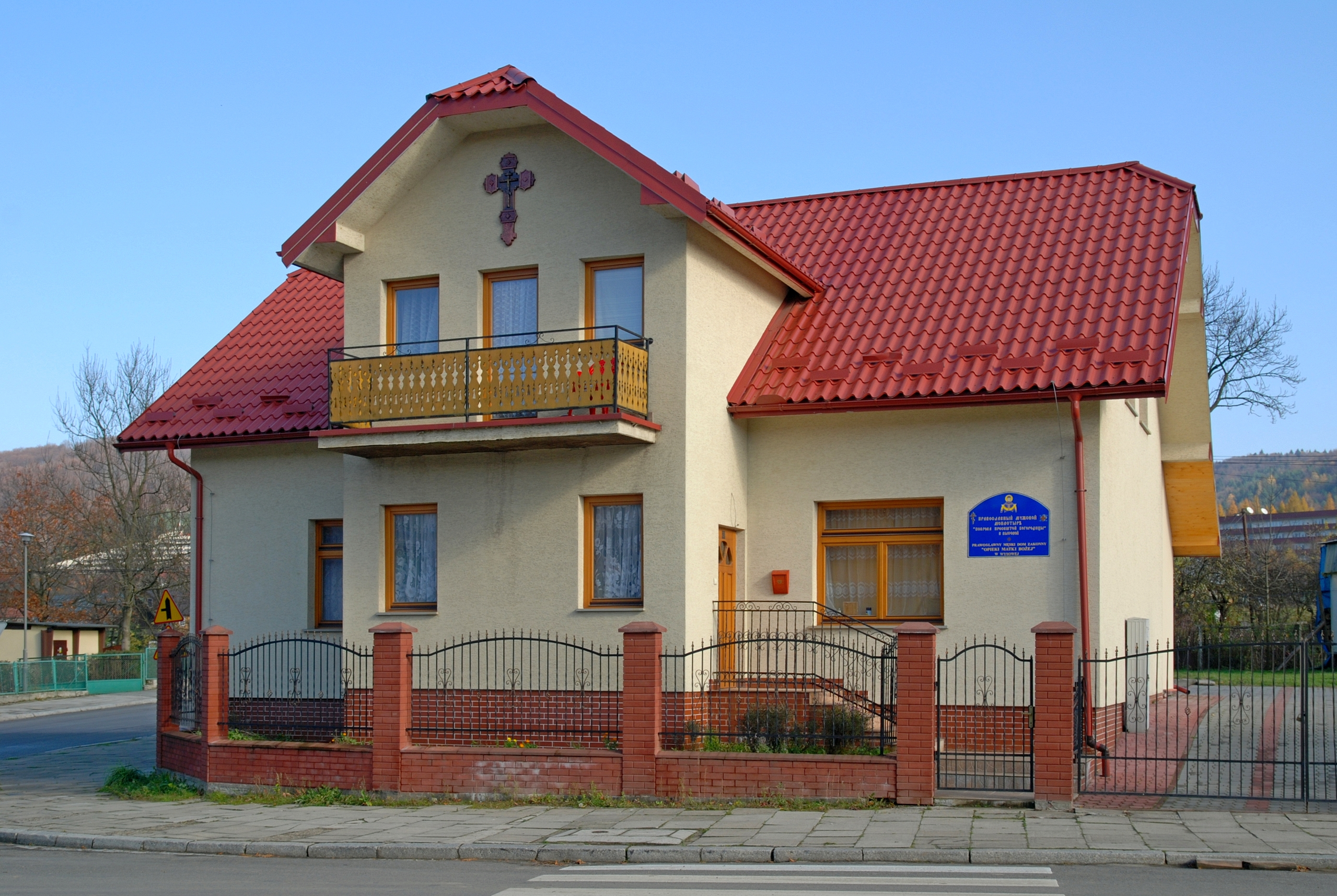
Prawosławny dom zakonny

## Sport, rekreacja, turystyka i kultura
Główne obszary i cele spacerów turystów stanowi Park Zdrojowy położony w centrum wsi, malownicza Dolina Łopacińskiego położona na przestrzeni 2 km na wschód od centrum, Huta Wysowska – zachodnia część Wysowej-Zdroju oraz wzniesienia Wysoty, a także szlakiem spacerowym oraz na górę Jawor, z greckokatolicką cerkwią łemkowską Opieki Matki Bożej i stanowiącą miejsce święte dla miejscowej ludności.
Dobrze rozwinięta turystyka konna na szlakach konnych Wysowa-Zdrój – Dolina Łopacińskiego – Hańczowa (długość 5,2 km), oraz Izby – Bieliczna – Przełęcz Pułaskiego (długość 4 km).
W uzdrowisku jest możliwość aktywnego wypoczynku: tenis ziemny, w zimie narciarstwo oraz nauka jazdy na nartach w szkółce. W parku zdrojowym znajduje się kryty basen rekreacyjny.
Do lat 90. we wschodniej części wsi (nad potokiem Medwidek) znajdowała się studencka baza namiotowa SKPB Rzeszów (przeniesiona później do Huty Wysowskiej, w 2006 zlikwidowana).
Począwszy od 2003 roku na przełomie września i października w Wysowej odbywa się „Święto Rydza”, coroczna impreza kulturalna z konkursem grzybobrania pod nazwą „Polowanie na Rydza” oraz wystawą grzybów, koncertami, warsztatami sztuki ludowej i rzemiosła.

### Szlaki piesze
- Wysowa-Zdrój – Blechnarka – Przełęcz Wysowska (610 m n.p.m.) – Przełęcz Regetowska (646 m n.p.m.) – Regietów
- Ropki – Huta Wysowska – Wysowa-Zdrój – Przełęcz Regetowska (646 m n.p.m.) – Jaworzyna Konieczniańska (881 m n.p.m.) – Konieczna
- Lackowa (997 m n.p.m.) – Ostry Wierch (938 m n.p.m.) – Wysowa-Zdrój – Kozie Żebro (847 m n.p.m.) – Skwirtne (Szlak im. Wincentego Pola)
- od drogi do Blechnarki do cmentarza nr 50 na Wysocie (szlak cmentarny)

### Szlaki rowerowe[18]
- szlak czarny – 27,5 km (9 km – drogi asfaltowe, pozostałe – drogi leśne i gruntowe), czas przejazdu ok. 4 godz.: Wysowa-Zdrój kościół – przełęcz Hutniańska – Ropki – przełęcz Lipka – Czertyżne – Izby – Bieliczna – przełęcz Perehyba – Ropki – Hańczowa – Wysowa-Zdrój
- szlak żółty – 26,5 km (9,8 km – drogi asfaltowe, pozostałe – drogi leśne i gruntowe): Wysowa-Zdrój cerkiew – Hańczowa – Skwirtne – Regietów Niżny – Regietów Wyżny – przełęcz (między Obicem a Jaworzynką) – Blechnarka – Wysowa-Zdrój
- szlak czerwony (głównie droga asfaltowa): Przełęcz Wysowska (610 m n.p.m.) – Blechnarka – Wysowa-Zdrój – Hańczowa – Śnietnica – Brunary

## Infrastruktura społeczna
- Szkoła podstawowa – 60 uczniów
- Przedszkole
- Filia gminnej biblioteki publicznej (7106 woluminów, 6547 wypożyczeń w 2003 roku)
- Poradnia lekarska ogólna
- Urząd pocztowy
- Wyznaczony jest plac targowy
- Muszla koncertowa
- Pijalnia wód mineralnych
- Park Wodny

## Rodzaj i charakter zabudowy
Zabudowa zagrodowa występuje przy południowej oraz północnej granicy wsi, oraz w niewielkim stopniu w zachodniej części wsi zwanej Huta Wysowska, Charakteryzuje się starymi, drewnianymi, jednokondygnacyjnymi budynkami oraz budynkami gospodarczymi w sąsiedztwie.
Zabudowa mająca charakter podmiejskich suburbiów występuje w całej zachodniej części wsi, po lewej stronie Ropy, która wchodzi na wzniesienia i charakteryzuje się jedno- bądź dwukondygnacyjnymi, nowymi budynkami murowanymi bądź stylowymi drewnianymi. Zabudowa wielokondygnacyjna blokowa ogranicza się do dwóch bloków mieszkalnych zlokalizowanych w zachodniej części wsi, w niewielkiej odległości od głównej drogi i rzeki. Zabudowa jednokondygnacyjna – usługowa znajduje się na zachód od centrum wzdłuż głównej drogi. Zabudowa przemysłowo-składowa występuje na niewielkiej powierzchni przy głównej drodze obok centrum (rozlewnia wód mineralnych). Zabudowa uzdrowiskowo-sanatoryjna wielokondygnacyjna z hotelami, sanatoriami i szpitalem uzdrowiskowym znajduje się w całości we wschodniej części wsi, u wylotu Doliny Łopacińskiego, która wkracza na wzniesienia.
W głębi Doliny Łopacińskiego występuje zabudowa domków kempingowych ściśle związana z funkcją turystyczną.
Najbardziej charakterystycznym obiektem Wysowej jest sanatorium „Biawena”. Kolejne kondygnacje w jego ośmiopiętrowej fasadzie są – idąc ku górze – coraz krótsze, co nadaje jej kształt trójkąta.

## Struktura przestrzeni
Typ genetyczny wsi to łańcuchówka, stopniowo na przestrzeni wieków przekształcona w wielodrożnicę.
Wielokondygnacyjne budynki sanatoryjne wschodniej części wsi zbudowano w latach 60. i 70. XX wieku. Centrum wsi oraz tereny wzdłuż Ropy to najstarsza część wsi gdzie istnieją budynki z XVI, XVII i XVIII oraz XIX wieku. Zachodnia część wsi odznacza się budynkami z końca XX i początku XXI wieku. Zabudowa Wysowej-Zdroju cechuje się dwubiegunowością na linii wschód–zachód.
Obszary w dolinie Ropy charakteryzuje wysoka koncentracja zabudowy, która zaczyna obejmować także zachodnią część wsi oraz Hutę Wysowską w odróżnieniu od wschodniej i północnej części.

## Infrastruktura techniczna
W Wysowej-Zdroju jest największa w gminie mechaniczno-biologiczna oczyszczalnia ścieków przepustowości 1250 m³/dzień, znajdująca się w północnej części wsi. W Wysowej-Zdroju znajduje się duża stacja uzdatniania wody i sieć wodociągowa o długości ok. 11 km.
Z wodociągów komunalnych korzysta 7,5% mieszkańców oraz 24,6% gospodarstw. Tylko 9% budynków korzysta z kanalizacji – głównie sanatoryjna część wsi oraz bloki mieszkalne.
W Wysowej-Zdroju znajduje się Zakład Gospodarki Komunalnej i Mieszkaniowej administrujący gminnym wysypiskiem odpadów w Uściu Gorlickim. W Wysowej-Zdroju znajduje się elektryczna stacja transformatorowa. W odległości 40 km od Wysowej-Zdroju znajduje się GPZ Stróżówka.